# Ålvand Klithede
Ålvand Klithede er et klithede-område med  en række mindre klitsøer, de såkaldte lobeliesøer, beliggende øst for Nørre Vorupør, syd for Tvorup Klitplantage og nord for Førby Sø i Nationalpark Thy. 
Området er en del af Natura 2000-område  nr. 26, Ålvand Klithede og Førby Sø  og er både habitatområde og fuglebeskyttelsesområde,  samt en del af en større naturfredning fra 1977 på 1.144 hektar, hvoraf de  614 hektar ejes af staten ; Det er også en del af Nationalpark Thy.
Der er  af hensyn til sjældne fuglearter som  tinksmed, hjejle og trane, adgangsforbud fra  1. april til 15. juli. Om foråret er den rasteplads for  8-12.000 kortnæbbede gæs på fugletræk. Der er  sjældne planter som orkideen hjertelæbe, sortgrøn brasenføde og gulgrøn brasenføde, pilledrager, krybende ranunkel og fin bunke. På Ålvand Klithede findes også odder samt strandtudse, spidssnudet frø og markfirben.